# Кабот (самолетоносач, 1943)
Кабот (на английски: USS Cabot (CVL-28), на испански: Dedalo (R01)) е лек самолетоносач на ВМС на САЩ от времето на Втората световна война тип „Индипендънс“. През 1967 г. е предаден във ВМС на Испания. Заложен е като лекия крайцер („Уилмингтън“ (на английски: USS Wilmington (CL-79))) от типа „Кливланд“ през 1942 г., достроен като самолетоносач в периода 1942 – 1943 г.

## История на службата
Активно се използва от януари 1944 г. в боевете в Тихия океан в хода на Втората световна война, вземайки участие в много от важните сражения. През 1947 г., както и болшинството самолетоносачи на САЩ, е изваден в резерва. Отново е въведен в строй през 1948 г., но вече в качеството на учебен самолетоносач, тъй като размерите на кораба вече са недостатъчни за операции с новите реактивни самолети, а от 1955 г. отново е поставен в резерва. В периода 1965 – 1967 г. „Кабот“ преминава ремонт и модернизация, след което е предан в аренда на ВМС на Испания под името „Дедало“ (на испански: Dedalo) и номер на борда R 01. През 1972 г. е напълно изкупен от Испания и остава на въоръжение в нейния флот на протежение до 1989 г. С влизането в състава на испанския флот на новия самолетоносач „Принсипе де Астуриас“ през 1989 г., „Дедало“ е снет от въоръжение и предаден на САЩ, където е планирано да се превърне в кораб музей, но в крайна сметка тези планове не са осъществени и през 2000 г. самолетоносачът продаден за скрап.

## Коментари
1. ↑  Буквите показват принадлежността към определен класː ВВ – линкор, СС, CL, СА – съответно линеен, лек или тежък крайцер, CV – самолетоносач, DD – разрушител, SS – подводница и т.н.